# Ntsu Mokhehle
Ntsu Mokhehle (Teyateyaneng, Lesoto, 26 de diciembre de 1918 - Bloemfontein, Sudáfrica, 6 de enero de 1999) fue un político lesothense. 
Fue primer ministro del país en dos ocasiones: del 2 de abril de 1993 hasta el 17 de agosto de 1994 y del 14 de septiembre de 1994 hasta el 29 de mayo de 1998.
Mokhehle fundó en 1952 el Partido Basutoland (renombrado Partido Basotho luego de la independencia del país en 1966), liderándolo hasta 1997 cuando formó un nuevo partido político llamado Lesotho Congress por la Democracia.
| Predecesor: Elias Phisoana Ramaema | Primer ministro de Lesoto 1993 - 1994 | Sucesor: Hae Phoofolo       |
| Predecesor: Hae Phoofolo           | Primer ministro de Lesoto 1994 - 1998 | Sucesor: Pakalitha Mosisili |

- Datos: Q278544
- Multimedia: Ntsu Mokhehle / Q278544